# Абдуррахман Вахид
Абдуррахман Вахид (индон. Abdurrahman Wahid; 7 сентября 1940, Джомбанг, Восточная Ява, Голландская Ост-Индия — 30 декабря 2009, Джакарта, Индонезия) — президент Индонезии (1999—2001).

## Имя
Как и у многих других индонезийцев, у него не было фамилии. Его личное имя — «Абдуррахман», а «Вахид» — это отчество. Кроме того, по отношению к бывшему президенту в Индонезии используется почётное обращение «Гус Дур».

## Биография
Внук организатора старейшей исламской организации страны Нахдатул Улама (1926) и сын её лидера и бывшего министра по делам религии в правительстве Сукарно.
Окончил школу в Джокьякарте, учился в университете аль-Азхар (Каир, 1964—1966), окончил Багдадский университет (1970). Был деканом теологического факультета университета Хашим Ашари (1972—1974),
В 1971 году вернулся на родину. Начал карьеру как журналист и преподаватель в мусульманских учебных заведениях. директор религиозной школы в Джомбанге (1974—1978).
В 1972—1974 годах — декан теологического факультета университета Хашим Ашари.
В 1974—1979 годах — директор религиозной школы в Джомбанге.
В 1975—1992 годах сотрудничал с журналом «Темпо», опубликовав на его страницах более 100 статей.
С 1978 года первый секретарь, а с 1984 года — председатель Нахдатул Улама, крупнейшей мусульманской буржуазной партии Индонезии.
В начале 1990-х годов его отношения с президентом Сухарто заметно ухудшились. В 1994 году, несмотря на сопротивление Сухарто, он был переизбран председателем Нахдатул Улама.
После финансового кризиса 1997 года Сухарто начал терять контроль над ситуацией в стране, что привело к его отставке в 1998 году. В этом же году Вахид основал и возглавил исламскую Партию национального пробуждения.
В 1999 году избран президентом Индонезии. На этом посту ему не удалось переломить в лучшую сторону экономическую ситуацию, он лишь восстановил против себя самые различные политические и религиозные группировки, включая высокопоставленных военных. Парламент Индонезии единогласно проголосовал за импичмент президента Вахида, его попытки остаться у власти не получили поддержки населения страны.

## Смерть

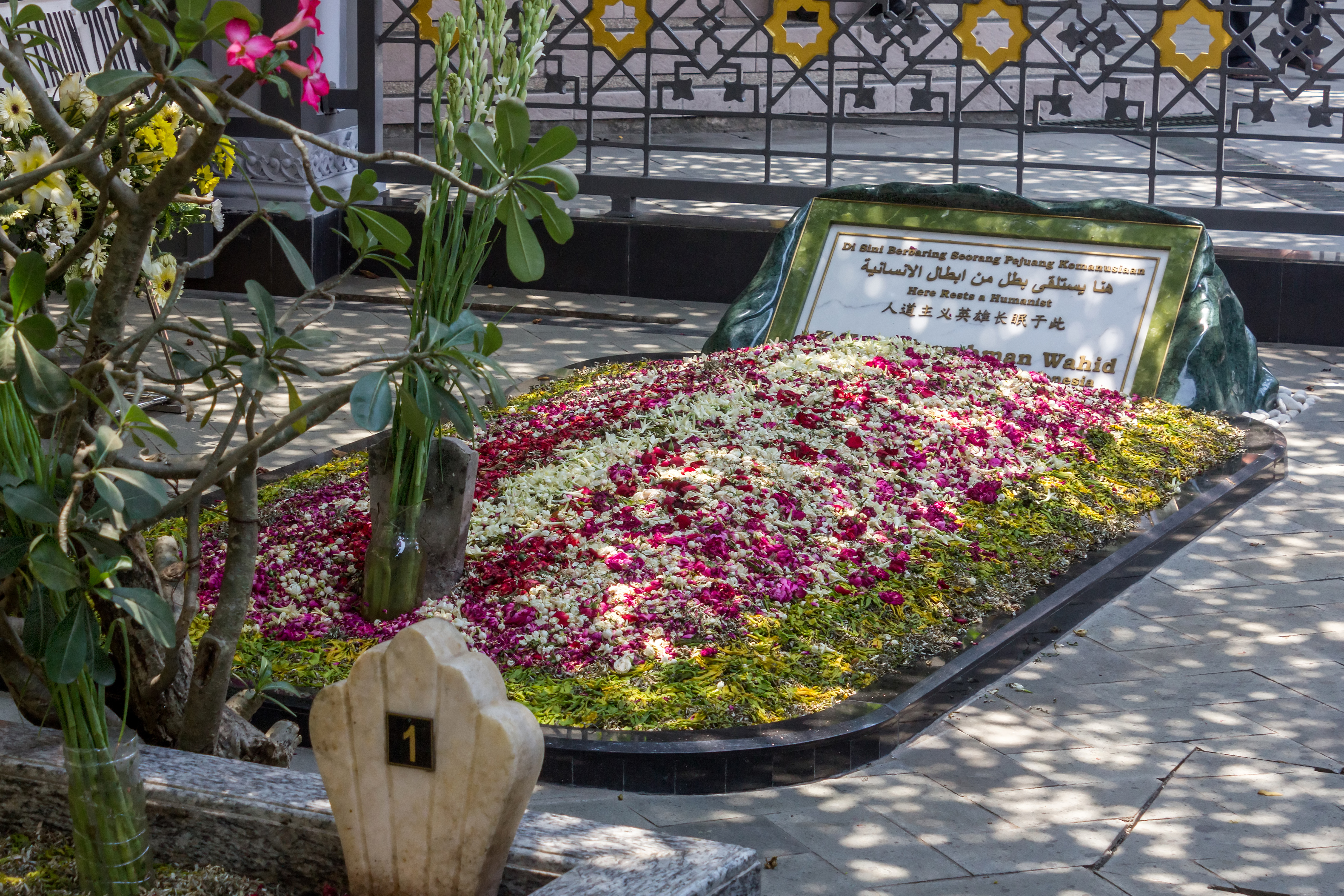
Могила Абдуррахмана Вахида в Джомбанге

Умер 30 декабря 2009 года из-за осложнений, связанных с заболеваниями почек, сердечно-сосудистыми заболеваниями и диабетом. Президент Сусило Бамбанг Юдойоно посетил Вахида незадолго до его смерти. 31 декабря состоялись государственные похороны Вахида, и в течение семи дней приспускались флаги. Он был похоронен рядом со своими бабушкой, дедушкой и родителями на родине, в Джомбанге, Восточная Ява.

## Награды
- 1993 — Премия Рамона Магсайсая

## Публикации
- Melawan melalui lelucon. Jakarta: Tempo, 1990.